# Maria Angélica Ribeiro
Maria Angélica de Sousa Rego dite Maria Angélica Ribeiro (Paraty, Angra dos Reis, 5 décembre 1829 - Rio de Janeiro, 1880) était une dramaturge brésilienne.
Elle était la fille de Maria Leopoldina de Sousa Rego et de Marcelino de Sousa Rego. À l'âge de 14 ans, elle a épousé son professeur de dessin, João Caetano Ribeiro.
Elle a écrit une vingtaine de pièces de théâtre.